# Grigori Wassiljewitsch Romanow

Grabstein Romanows und seiner Frau auf dem Kunzewoer Friedhof (Moskau)

Grigori Wassiljewitsch Romanow (russisch Григорий Васильевич Романов; * 7. Februar 1923 in Sichnowo, heute Oblast Nowgorod; † 3. Juni 2008 in Moskau, Russland) war ein sowjetischer Politiker.

## Leben

### Junge Jahre
Romanow war als Soldat in der Roten Armee im Zweiten Weltkrieg. 1944 wurde er Mitglied der Kommunistischen Partei der Sowjetunion (KPdSU). Zeitweise arbeitete er als Techniker auf einer Schiffswerft. Dann aber verlagerte sich seine Tätigkeit in die KPdSU als Sekretär in verschiedenen regionalen Bereichen.

### Aufstieg in der KPdSU
Von 1970 bis 1983 war Romanow Erster Sekretär des wichtigen Gebietskomitees von Leningrad. Als guter Organisator und Wirtschaftsfachmann wuchs seine persönliche Reputation in der Partei. 1970 wurde er Mitglied des Zentralkomitees der KPdSU, 1973 Kandidat des Politbüros. Von diesem Posten stieg er als Breschnew-Anhänger auf zum Vollmitglied im höchsten politischen Gremium der UdSSR, dem Politbüro der Kommunistischen Partei der Sowjetunion (KPdSU), und zwar in der Zeit vom 4. März 1976 bis zum 1. Juli 1985.
1983 wechselte er auf Wunsch Andropows von Leningrad (Nachfolger: Lew Saikow) nach Moskau und war bis 1985 Sekretär im Zentralkomitee der KPdSU, zuständig für alle Fragen der Rüstungsindustrie; obwohl – so Michail Gorbatschow – „er in seinen Möglichkeiten eher ein beschränkter Mann mit ‚Führungsgebaren‘ war, und bei Sitzungen des Politbüros von ihm nur selten ein Gedanke oder Vorschlag kam“.
Um 1983 galt der erzkonservative und mächtige 60-jährige Romanow als einer der möglichen Kandidaten für die Position des künftigen Generalsekretärs der KPdSU. Er konnte sich nicht durchsetzen, weil das Gerücht, er habe zur Hochzeit seiner Tochter das Prunkservice der Zarin Katharina II. aus der Eremitage decken lassen und dabei sei einiges zu Bruch gegangen, von seinen Widersachern ausgenutzt wurde. Infolgedessen sorgten Anhänger Michail Gorbatschows im Jahre 1985 – kurz nachdem dieser Generalsekretär der KPdSU geworden war – dafür, dass der unliebsame Konkurrent und „allerletzte Romanow“ gestürzt wurde. Er wurde durch das ZK-Plenum im Juli 1985 abgelöst. Es folgten als ZK-Sekretäre Boris Jelzin, Lew Saikow (beides Reformer) und Anatoli Lukjanow. Romanow verblieb lediglich im ZK.

### Nach dem Ende der Sowjetunion
Romanow blieb auch im postsowjetischen Russland seinen bisherigen politischen Ansichten treu. Seit ihrer Konstituierung 1993 war er bis zu seinem Tod Mitglied der Kommunistischen Partei der Russischen Föderation.

## Gedenktafel
Im August 2010 entbrannte in Sankt Petersburg ein Streit darüber, ob an seinem Wohnhaus an der Ecke Kuibyschewstraße und Troizkajaplatz eine Plakette zu seinen Ehren angebracht werden sollte. Die Plakette wurde von der Gouverneurin Walentina Matwijenko gelobt, verschiedene Initiativen wandten sich gegen diese Ehrung des von ihnen unter anderem als Antisemit und Verfolger von Dissidenten bezeichneten Politikers.